# Contessa Entellina rosso
Le Contessa Entellina rosso est un vin rouge de la région Sicile doté d'une appellation DOC depuis le 2 août 1993. Seuls ont droit à la DOC les vins récoltés à l'intérieur de l'aire de production définie par le décret. Les vignobles autorisés se situent en province de Palerme dans la commune de Contessa Entellina.
Le vin rouge du Contessa Entellina rosso répond à un cahier des charges moins exigeant que le Contessa Entellina rosso riserva, essentiellement en relation avec un vieillissement de deux ans et d'un titre alcoolique plus élevé pour le riserva.

## Caractéristiques organoleptiques
- couleur : rouge rubis intense tendant vers un rouge grenat avec le vieillissement
- odeur : caractéristique, vineux, intense
- saveur : sec, velouté

Le Contessa Entellina rosso se déguste à une température de 14 à 16 °C et il se garde 2 – 4 ans.

## Production
Province, saison, volume en hectolitres :
- pas de données disponibles